# Ensemble Scintille di Musica
L'Ensemble Scintille di Musica è un gruppo vocale-strumentale italiano specializzato nell'esecuzione di musiche rinascimentali.

## Il gruppo
Il gruppo nasce dalla collaborazione tra Francesca Torelli e Angelo Branduardi.
L'album d'esordio è Futuro antico III, terzo capitolo della serie di album di Angelo Branduardi dedicati alla riscoperta del patrimonio musicale del passato.

## Componenti
I componenti comprendono, oltre la direttrice Francesca Torelli e Angelo Branduardi, anche alcuni studenti della professoressa Torelli.
L'elenco che segue è relativo alla formazione dell'album Futuro antico V.
- Angelo Branduardi - Canto
- Francesca Torelli - direzione, liuto, tiorba, chitarra barocca, Canto
- Rossella Croce - violino
- Andrea Inghisciano - cornetto
- Luigi Lupo - flauto dolce e flauto traverso
- Stefano Vezzani - bombarda e flauto dolce
- Marco Ferrari - bombarda e flauto dolce
- Mauro Morini - trombone
- Rosita Ippolito - viola da gamba
- Luisa Baldassari - cembalo
- Paolo Simonazzi - ghironda
- Gabriele Miracle - salterio e percussioni

## Discografia
La discografia è costituita da 5 CD:
- Futuro Antico III: Mantova: La musica alla Corte dei Gonzaga
- Futuro Antico IV: Venezia e il Carnevale
- Futuro Antico V: La musica della Serenissima
- Futuro Antico VI: Roma e la Festa di San Giovanni
- Futuro Antico VII: Il Carnevale Romano